# Rajd Madery 1998
Rajd Madery 1998 (39. Rali Vinho da Madeira) – 39. edycja rajdu samochodowego Rajd Madery rozgrywanego w Portugalii. Rozgrywany był od 31 lipca do 1 sierpnia 1998 roku. Była to trzydziesta siódma runda Rajdowych Mistrzostw Europy w roku 1998 (rajd miał najwyższy współczynnik – 20) oraz siódma runda Rajdowych Mistrzostw Portugalii.

## Klasyfikacja rajdu
| Miejsce                            | Kierowca                     | Pilot                        | Samochód                     | Czas                         | Strata                       |                              |
| Klasyfikacja generalna i ERC       | Klasyfikacja generalna i ERC | Klasyfikacja generalna i ERC | Klasyfikacja generalna i ERC | Klasyfikacja generalna i ERC | Klasyfikacja generalna i ERC | Klasyfikacja generalna i ERC |
| ---------------------------------- | ---------------------------- | ---------------------------- | ---------------------------- | ---------------------------- | ---------------------------- | ---------------------------- |
| 1.                                 | Andrea Aghini                | Loris Roggia                 | Toyota Corolla WRC           | 2:48:41.9                    | 0.0                          |                              |
| 2.                                 | José Carlos Macedo           | Miguel Borges                | Renault Mégane Maxi          | 2:49:07.4                    | +25.5                        |                              |
| 3.                                 | Pedro Azeredo                | Fernando Prata               | Renault Mégane Maxi          | 2:50:39.0                    | +1:57.1                      |                              |
| 4.                                 | Rui Madeira                  | Silva Nuno da Rodrigues      | Toyota Corolla WRC           | 2:50:42.2                    | +2:00.3                      |                              |
| 5.                                 | Andrea Navarra               | Alessandra Materazzetti      | Subaru Impreza 555           | 2:51:01.5                    | +2:19.6                      |                              |
| 6.                                 | Fernando Peres               | Ricardo Caldeira             | Ford Escort WRC              | 2:52:36.3                    | +3:54.4                      |                              |
| 7.                                 | Vítor Sá                     | Ornelas Camacho              | Renault Mégane Maxi          | 2:52:56.6                    | +4:14.7                      |                              |
| 8.                                 | Chaves Pedro Matos           | Sérgio Paiva                 | Toyota Corolla WRC           | 2:53:45.9                    | +5:04.0                      |                              |
| 9.                                 | Armin Schwarz                | Manfred Hiemer               | Ford Escort WRC              | 2:57:11.4                    | +8:29.5                      |                              |
| 10.                                | Manuel Ferreira da Silva     | José Pedro Silva             | Ford Escort RS Cosworth      | 3:04:35.4                    | +15:53.5                     |                              |
| Klasyfikacja mistrzostw Portugalii |                              |                              |                              |                              |                              |                              |
| 1.                                 | José Carlos Macedo           | Miguel Borges                | Renault Mégane Maxi          | 2:49:07.4                    | 0.00                         |                              |
| 2.                                 | Pedro Azeredo                | Fernando Prata               | Renault Mégane Maxi          | 2:50:39.0                    | +1:31.6                      |                              |
| 3.                                 | Rui Madeira                  | Silva Nuno da Rodrigues      | Toyota Corolla WRC           | 2:50:42.2                    | +1:34.8                      |                              |
| 4.                                 | Fernando Peres               | Ricardo Caldeira             | Ford Escort WRC              | 2:52:36.3                    | +3:28.9                      |                              |
| 5.                                 | Vítor Sá                     | Ornelas Camacho              | Renault Mégane Maxi          | 2:52:56.6                    | +3:49.2                      |                              |
| 6.                                 | Chaves Pedro Matos           | Sérgio Paiva                 | Toyota Corolla WRC           | 2:53:45.9                    | +4:38.5                      |                              |
| 7.                                 | Manuel Ferreira da Silva     | José Pedro Silva             | Ford Escort RS Cosworth      | 3:04:35.4                    | +15:28.0                     |                              |